# Cáp Ni Khắc Tư
Hankiz Omar (tiếng Uyghur: خانقىز ئۆمەر, đã Latinh hoá: Xanqiz Ömer, sinh ngày 29 tháng 1 năm 1996 tại Ürümqi, Tân Cương), phiên âm Quan thoại là Hanikezi Wumai'er (giản thể: 哈妮克孜·吾买尔; phồn thể: 哈妮克孜·吾買爾, Hán-Việt: Cáp Ni Khắc Tư - Ngô Mãi Nhĩ), thường gọi là Cáp Ni Khắc Tư là một nữ diễn viên, vũ công Người Uyghur ở Trung Quốc, trực thuộc công ty giải trí Thái Dương Xuyên Hòa.

## Tiểu sử
Cáp Ni Khắc Tư sinh ra trong một gia đình Uyghur tại Tân Cương. Tên của cô trong tiếng Uyghur có nghĩa là "nhân tài trong giới nữ", có phát âm gần giống với từ "bọ rùa" (瓢虫). Cũng chính vì cái tên này mà cô thường gặp phải những phiền toái không đáng có lúc còn bé. Sau khi lớn lên, bên cạnh việc học đại học, cô từng tham gia đoàn văn công quân đội trong vòng hai năm.

## Sự nghiệp
Năm 2018, Cáp Ni Khắc Tư được Công ty TNHH Văn hóa và Truyền thông Thái Dương Xuyên Hòa phát hiện và trở thành nghệ sĩ ký hợp đồng, đồng thời chính thức khởi đầu sự nghiệp diễn xuất. Tháng 10 năm đó, cô tham gia Quốc Phong Mỹ Thiếu Niên, một chương trình truyền hình với mục đích tôn vinh những nét đẹp văn hóa truyền thống của Trung Quốc của IQIYI. Dù cuối cùng đã bị loại, nhưng cô đã trở nên nổi tiếng và thu hút nhiều sự chú ý bằng màn biểu diễn vũ đạo "Nhất mộng Đôn Hoàng". Vào ngày 1 tháng 11, cô tham gia thi đấu tại đại hội thể thao "Super Nova Games" của Tencent trong hạng mục chạy 50 mét. Cuối năm đó, Cáp Ni Khắc Tư cùng Hoàng Nhẫm Khâm và Bành Tịch Ngạn đã đảm nhận vai trò MC trong chương trình truyền hình đêm giao thừa của Đài vệ tinh Chiết Giang.
Ngày 1 tháng 1 năm 2019, cô tham gia chương trình Bữa tiệc mừng năm mới của đài CCTV và múa phụ họa cho ca sĩ Dimash Kudaibergen khi anh trình diễn bài dân ca Mạt ly hoa (Hoa nhài). Sau đó, cô cũng tham gia biểu diễn Buổi dạ tiệc Lễ hội mùa xuân của Hồ Nam TV, trình diễn vũ đạo "Phi nhạc ti lộ" cùng Chu Khiết Quỳnh và một số nghệ sĩ khác.

## Danh sách phim

### Phim truyền hình/ Phim chiếu mạng
| Năm  | Tựa đề                               | Tựa đề tiếng Trung | Vai           | Bạn diễn                       | Vai trò   | Ghi chú          |
| ---- | ------------------------------------ | ------------------ | ------------- | ------------------------------ | --------- | ---------------- |
| 2020 | Thiên Vũ Kỷ                          | 天舞纪             | Vân Sam       | Ngô Giai Di, Hứa Khải          | Vai phụ   | Phim mạng        |
| 2020 | Chung Cực Bút Ký                     | 终极笔记           | A Ninh        | Tăng Thuấn Hy, Tiếu Vũ Lương   | Vai phụ   | Phim mạng        |
| 2021 | Thiên Cổ Quyết Trần                  | 千古玦尘           | Phượng Diễm   | Châu Đông Vũ, Hứa Khải         | Vai phụ   | Phim mạng        |
| 2021 | Ngọc Lâu Xuân                        | 玉楼春             | Khúc Linh Nhi | Bạch Lộc, Vương Nhất Triết     | Cameo     | Phim truyền hình |
| TBA  | Châu Viên Ngọc Nhuận Dã Khuynh Thành | 珠圆玉润也倾城     | Hàn Phi       | Dư Thừa Ân                     | Vai chính | Phim mạng        |
| TBA  | Sự Trùng Hợp Thuần Túy               | 纯属巧合           | Ngải Đào Hoa  | Trương Hựu Hạo, Đinh Nhất Nhất | Vai chính |                  |

### Phim điện ảnh
| Năm  | Tên phim                | Tựa đề tiếng Trung | Vai diễn | Ghi chú |
| ---- | ----------------------- | ------------------ | -------- | ------- |
| 2020 | Xích Hồ Thư Sinh        | 赤狐书生           | Anh Liên |         |
| 2021 | Anh Hai Đến Làm Sao Đây | 二哥来了怎么办     | Lily     |         |

### Video âm nhạc
| Năm  | Tựa đề             | Tựa đề tiếng Trung | Ca sĩ         |
| ---- | ------------------ | ------------------ | ------------- |
| 2019 | Đại Mộng Thiên Hoa | 大梦天华           | Tát Đỉnh Đỉnh |

## Hoạt động khác
| Năm  | Kênh  | Tên chương trình | Tập   | Ghi chú   |
| ---- | ----- | ---------------- | ----- | --------- |
| 2020 | iQiyi | Lâu Đài Mùa Hè   | Tập 8 | Khách mời |